# Delphine Djiraïbé Kemneloum

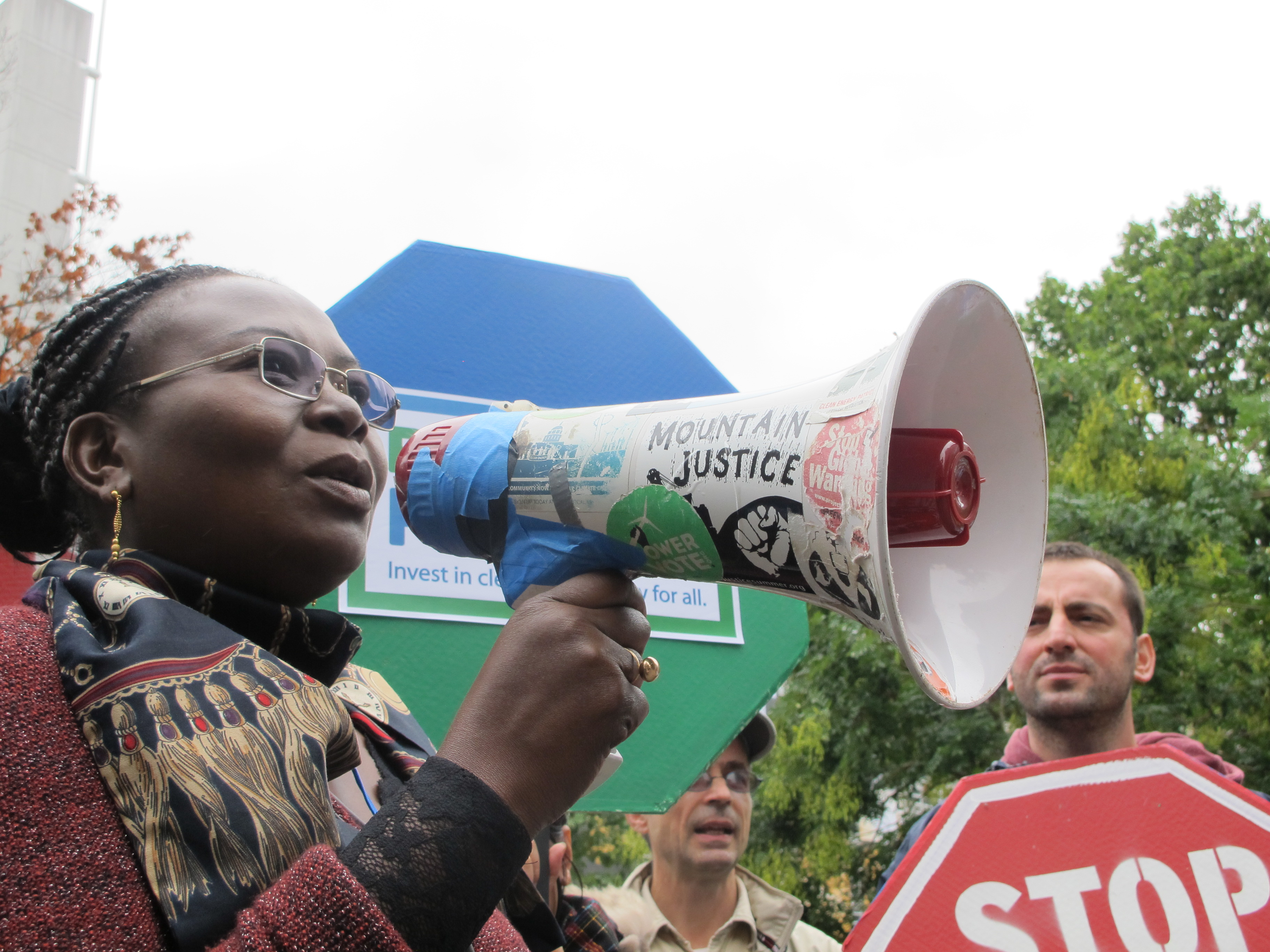
Delphine Djiraïbé Kemneloum, 2013

Delphine Djiraïbé Kemneloum (* 1. Dezember 1960 in Koumra, Tschad) ist eine tschadische Rechtsanwältin und Menschenrechtsaktivistin. Sie ist Mitgründerin der Association Tchadienne pour la Promotion et la Défense des Droits de l’Homme, 2004 erhielt sie den Robert F. Kennedy Human Rights Award für ihre Arbeit.

## Leben

### Ausbildung
Delphine Djiraïbé Kemneloum wurde am 1. Dezember 1960 als eines von zehn Kindern in der südtschadischen Stadt Koumra geboren. Ihr Vater war Soldat. Zunächst besuchte sie katholische Nonnenschulen in Koumra, bis ihr Vater nach Moundou versetzt wurde, wo sie ihre Schulausbildung beendete. Der tschadische Bürgerkrieg unterbrach zwar ihre Schulausbildung 1978, ihr Baccalauréat legte sie jedoch nachträglich 1982 ab. Djiraïbé floh vor dem Regime von Hissène Habré zu Verwandten nach Brazzaville in Kongo. Dort absolvierte sie bis 1989 ein Studium der Rechtswissenschaften an der Université Marien Ngouabi.
Da Djiraïbé über keinerlei finanzielle Mittel verfügte, musste sie im Dezember 1989 nach Tschad zurückkehren. Sie begann in der öffentlichen Verwaltung zu arbeiten, war jedoch fassungslos ob der verbreiteten Korruption. Aufgrund ihrer geäußerten Kritik soll sie von der Geheimpolizei Direction de la Documentation et de la Securité (DDS) bereits beobachtet worden sein. Durch den Sturz der Diktatur des tschadischen Staatschefs Hissène Habré nach einer Rebellion von Idriss Déby im Jahr 1990 wurde Djiraïbé nicht verhaftet.
Nach dem Fall Habrés und der damit verbundenen Liberalisierung begann sich Djiraïbé zu engagieren und gründete am 16. Juni 1991 die Association Tchadienne pour la Promotion et la Défense des Droits de l’Homme (Tschadische Vereinigung zur Verbreitung und Verteidigung der Menschenrechte, kurz ATPDH). Djiraïbé wurde zur Vorsitzenden gewählt, trat jedoch später ab, und ihre Freundin und Kollegin Jacqueline Moudeina übernahm den Vorsitz der ATPDH.

### Menschenrechtsarbeit
Delphine Djiraïbé setzt mit ihrer Arbeit vor allem an den Einnahmen des von der Weltbank finanzierten tschadisch-kamerunischen Ölentwicklungsprojekts an. So fordert sie, dass diese Einnahmen vor allem der lokalen Bevölkerung zugutekommen sollen statt dem tschadischen Militär. Zudem kritisiert sie, dass das Ölprojekt die Bevölkerung eher verarmt habe und dass die Einnahmen aus ihm ein Grund für den von 2005 bis 2010 währenden tschadischen Bürgerkrieg gewesen seien.
Laut dem Robert F. Kennedy Center for Justice and Human Rights hat Djiraïbés Aktivismus die tschadische Regierung motiviert, eine PR-Kampagne gegen sie zu starten. 2008, als Staatschef Idriss Déby zahlreiche Kritiker und Oppositionelle verhaften ließ, gelang es nur durch eine Kampagne aus dem Ausland, Djiraïbé eine Ausreise nach Paris zu ermöglichen.
Djiraïbé gilt als Kritikerin der Afrikanischen Union beziehungsweise der Vorgängerorganisation, der Organisation für Afrikanische Einheit. Sie bezeichnet die Organisation als „irrelevant“ und als „privaten Freundesclub“. Außerdem unterstützte sie eine Anklage gegen den früheren Präsidenten Habré.

### Anerkennung
2005 zeichnete das Robert F. Kennedy Center Delphine Djiraïbé mit dem Robert F. Kennedy Human Rights Award aus. Die Organisation würdigte vor allem ihre Bemühungen, für die Menschenrechte der tschadischen Bevölkerung zu kämpfen, trotz eines sehr hohen Risikos für sich und ihre Familie.
Das französischsprachige Wochenmagazin Jeune Afrique listete Djiraïbé 2009 als eine von 100 Afrikanerinnen und Afrikanern, die für einen Wandel auf dem Kontinent kämpften.
2014 verlieh die französische Botschafterin in Tschad, Evelyne Decorps, Delphine Djiraïbé den französischen nationalen Verdienstorden Ordre national du Mérite im Range einer Offizierin.

### Privat
Djiraïbé ist Mutter eines Kindes.